# Faridpur (India)
Faridpur è una città dell'India di 61.026 abitanti, situata nel distretto di Bareilly, nello stato federato dell'Uttar Pradesh.